# Eurysacca acutivalva
Eurysacca acutivalva är en fjärilsart som beskrevs av Povolny 1986. Eurysacca acutivalva ingår i släktet Eurysacca och familjen stävmalar. Inga underarter finns listade i Catalogue of Life.